# John Hilland
John Hilland (...) è un ex sciatore alpino canadese.

## Biografia
Hilland vinse il titolo nazionale canadese nello slalom gigante nel 1978; non prese parte a rassegne olimpiche né ottenne piazzamenti in Coppa del Mondo o ai Campionati mondiali.

## Palmarès

### Campionati canadesi
- 1 oro (slalom gigante nel 1978)[1]